# Prisión de Stammheim

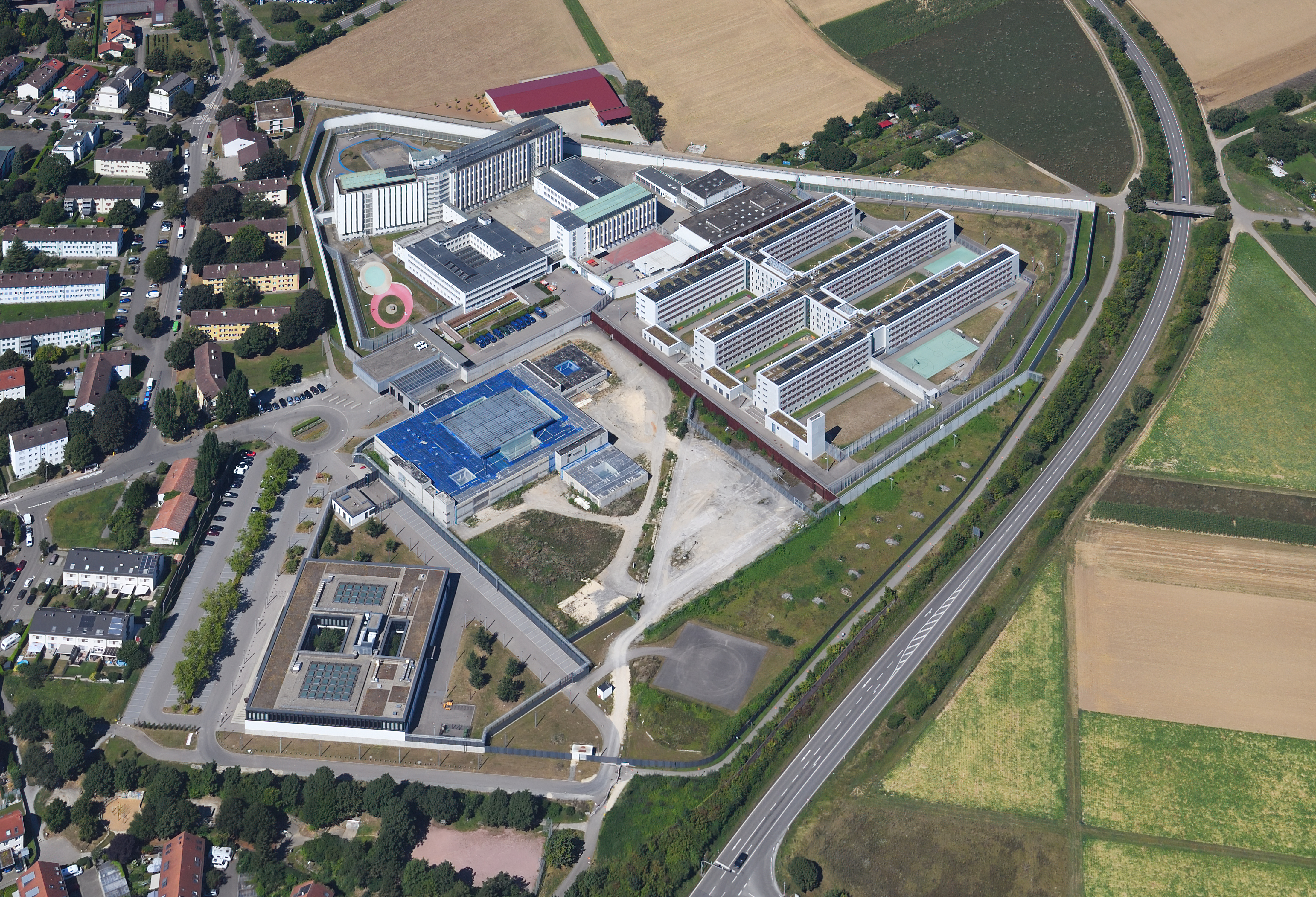
Vista aérea de la Prisión Stammheim en el año 2024

La prisión de Stammheim (en alemán: Justizvollzugsanstalt Stuttgart-Stammheim) es un centro penitenciario ubicado en las cercanías de la ciudad alemana de Stuttgart, en el Land de Baden Württemberg. Se construyó como una prisión supermax entre los años 1959 y 1963 y entró en operación al año siguiente de finalizar sus obras, en 1964.
La prisión se volvió famosa por albergar a los principales miembros de la Fracción del Ejército Rojo (RAF por sus siglas en alemán: Rote Armee Fraktion) durante los juicios a los que fueron sujetos, a la vez que se creó una corte en la que fueron juzgados dentro de la prisión. Esta sección fue diseñada y construida especialmente para albergarles en 1975, en ese momento fue reconocida como uno de los bloques carcelarios más seguros de todo el planeta. El techo y todo el patio estaba cubierto de malla de acero. Durante la noche el precinto se encontraba iluminado por 54 faros y 23 bulbos de neón. Fuerzas militares especializadas resguardaban el techo, incluido un equipo de francotiradores. 400 oficiales de policía y numerosos miembros de la Oficina Federal para la Protección de la Constitución patrullaban constantemente el edificio. Oficiales de la policía montada se encontraban en turnos dobles resguardando los alrededores. 100 unidades de la GSG-9 ayudaban a reforzar la protección durante los juicios. Agentes de la Policía Federal guardaban el frente de la corte. Finalmente una serie de helicópteros sobrevolaban la zona alrededor de la prisión.
A pesar de toda esta seguridad, Ulrike Meinhof fue encontrada colgada el 9 de mayo de 1976. Andreas Baader, Gudrun Ensslin y Jan-Carl Raspe presuntamente se suicidaron, dentro del bloque de alta seguridad la noche del 18 de octubre de 1977, en un hecho que fue conocido como la "Noche de la Muerte" por los miembros de la RAF. Andreas Baader y Jan-Carl Raspe de acuerdo a los informes oficiales, se dispararon a sí mismos, mientras que Gudrun Ensslin aparentemente eligió un método similar al que tomó Ulrike Meinhof. Un cuarto miembro Irmgard Möller, supuestamente se acuchillo en cuatro ocasiones en el pecho con un cuchillo que había logrado atravesar todas las medidas de seguridad del recinto. Sobrevivió a su intento de suicidio y afirmó que ninguna de las muertes fue por suicidio, todos fueron asesinatos extrajudiciales cometidos por el gobierno alemán, una afirmación que fue negada en reiteradas ocasiones por parte de los gobiernos alemanes de diferentes épocas.
La muerte de los prisioneros se encontró entre los eventos colectivos conocidos como el Otoño alemán, que incluyó una serie de ataques terroristas.
Oficiales de Baden-Württemberg anunciaron en agosto de 2007 que planeaban demoler la sección de la prisión de Stammheim en la que se encontraban los miembros de la RAF durante los años 70. Esto es debido a la urgente necesidad de renovación y ampliación, una nueva ala sería construida en el sitio, una vez sea demolido el emblemático edificio.